# Dusk and Her embrace: The Original Sin
Dani Filth reveló planes para una versión del 20° aniversario de la grabación original de Cacophonous del álbum Dusk... and Her Embrace en 2015, y una fecha de lanzamiento fue anunciada oficialmente en 2016. Filth dijo:
"Las grabaciones originales de Dusk - que están literalmente acumulando polvo en la estantería va a ver la luz del día. Va a ser una parte muy cool de la historia de Cradle, y, obviamente, nunca ha sido escuchado por nadie antes."
Fue lanzado en CD y digital, el 8 de julio de 2016, con una versión de vinilo prometida para una fecha posterior. Las notas confirman que la alineación para esta versión era casi la misma que para el The Principle of Evil Made Flesh, incluyendo Paul Allender y Paul Ryan. Ambos dejaron la banda antes de que la versión de 1996 fue grabada.

## Lista de temas
| Dusk...and Her Embrace: The Original Sin |                                             |          |  |
| N.º                                      | Título                                      | Duración |  |
| 1.                                       | «Macabre, This Banquet» (instrumental)      |          |  |
| 2.                                       | «Nocturnal Supremacy»                       |          |  |
| 3.                                       | «Heaven Torn Asunder»                       |          |  |
| 4.                                       | «Dusk and Her Embrace»                      |          |  |
| 5.                                       | «A Gothic Romance»                          |          |  |
| 6.                                       | «The Graveyard by Moonlight» (instrumental) |          |  |
| 7.                                       | «Funeral in Carpathia»                      |          |  |
| 8.                                       | «Beauty Slept in Sodom»                     |          |  |
| 9.                                       | «The Haunted Shores of Avalon»              |          |  |
| 10.                                      | «Carmilla's Masque» (instrumental)          |          |  |
| 11.                                      | «A Gothic Romance (Demo Version)»           |          |  |
| 12.                                      | «Nocturnal Supremacy (Demo Version)»        |          |  |

## Créditos
Cradle of Filth
- Dani Filth – Voz
- Nicholas Barker – Batería
- Sarah Jezebel Deva - Voz de Acompañamiento
- Paul Allender - Guitarra
- Paul Ryan - Guitarra
- Benjamin Ryan - Teclado
- Jon Kennedy - Bajo

Invitados
- Cronos – Voz en "Haunted Shores"